# Persone di nome Mark/Calciatori
| Questa pagina contiene informazioni ricavate automaticamente dalle voci biografiche con l'ausilio del template Bio e di un bot. L'aggiornamento è periodico e automatico e ricostruisce completamente la pagina. Se manca una persona in questa lista, sei pregato di non aggiungerla, ma accertati piuttosto che la sua voce biografica contenga il template Bio e che i dati anagrafici siano correttamente compilati. Se il template Bio manca, inseriscilo tu stesso o, in alternativa, metti l'avviso {{tmp\|Bio}} che ne segnala la mancanza. Se i dati riportati sono sbagliati, correggi direttamente la voce biografica; le modifiche saranno visibili in questa lista entro pochi giorni. Per chiarimenti vedi il progetto antroponimi. La lista contiene solo le 110 persone che sono citate nell'enciclopedia e per le quali è stato implementato correttamente il template Bio. Pagina aggiornata al 6 ago 2025. |

Questa è una lista di persone presenti nell'enciclopedia che hanno il nome Mark e sono calciatori.

## A(3)
- Mark Angel, ex calciatore inglese (Newcastle upon Tyne, n. 1975)
- Mark Armstrong, ex calciatore neozelandese
- Mark Atkinson, ex calciatore neozelandese (Auckland, n. 1970)

## B(14)
- Mark Babic, ex calciatore australiano (n. 1973)
- Mark Barham, ex calciatore inglese (Folkestone, n. 1962)
- Mark Beevers, calciatore inglese (Barnsley, n. 1989)
- Mark Birighitti, calciatore australiano (Perth, n. 1991)
- Léster Blanco, calciatore salvadoregno (Soyapango, n. 1989)
- Mark Bloom, ex calciatore statunitense (Marietta, n. 1987)
- Mark Bosnich, ex calciatore australiano (Fairfield, n. 1972)
- Mark Bridge, calciatore australiano (Sydney, n. 1985)
- Mark Bright, ex calciatore inglese (Stoke-on-Trent, n. 1962)
- Mark Brink, calciatore danese (Esbjerg, n. 1998)
- Mark Brown, ex calciatore scozzese (Motherwell, n. 1981)
- Mark Buckland, ex calciatore inglese (Cheltenham, n. 1961)
- Mark Burke, ex calciatore inglese (Solihull, n. 1969)
- Mark Burton, ex calciatore neozelandese (Wellington, n. 1974)

## C(6)
- Mark Caughey, ex calciatore nordirlandese (Belfast, n. 1960)
- Mark Chamberlain, ex calciatore e allenatore di calcio inglese (Stoke-on-Trent, n. 1961)
- Mark Chung, ex calciatore statunitense (Toronto, n. 1970)
- Mark Connolly, calciatore irlandese (Monaghan, n. 1991)
- Mark Cullen, calciatore inglese (Ashington, n. 1992)
- Mark Hartmann, calciatore filippino (Southampton, n. 1992)

## D(11)
- Mark Davies, ex calciatore inglese (Wolverhampton, n. 1988)
- Mark De Man, ex calciatore belga (Lovanio, n. 1983)
- Mark Delaney, ex calciatore e allenatore di calcio gallese (Haverfordwest, n. 1976)
- Mark Demling, ex calciatore statunitense (Saint Louis, n. 1951)
- Mark Dennis, ex calciatore inglese (Streatham, n. 1961)
- Mark Diemers, calciatore olandese (Groninga, n. 1993)
- Mark Dittgen, ex calciatore tedesco (n. 1974)
- Mark Dodd, ex calciatore statunitense (Dallas, n. 1965)
- Mark Draper, ex calciatore inglese (Long Eaton, n. 1970)
- Mark Duffy, ex calciatore inglese (Liverpool, n. 1985)
- Mark Dziadulewicz, ex calciatore inglese (Wimbledon, n. 1960)

## E(4)
- Mark Ebanks, calciatore britannico (n. 1990)
- Mark Edusei, ex calciatore ghanese (Kumasi, n. 1976)
- Mark Elrick, ex calciatore neozelandese (Auckland, n. 1967)
- Mark Estrella, ex calciatore peruviano (Pucallpa, n. 1997)

## F(5)
- Mark Farren, calciatore irlandese (Greencastle, n. 1982 - Moville, † 2016)
- Mark Farrington, ex calciatore inglese (Liverpool, n. 1965)
- Mark Flekken, calciatore olandese (Kerkrade, n. 1993)
- Mark Fodya, calciatore malawiano (Lilongwe, n. 1997)
- Mark Ford, ex calciatore inglese (Pontefract, n. 1975)

## G(5)
- Mark Gillespie, calciatore inglese (Newcastle upon Tyne, n. 1992)
- Mark González, ex calciatore cileno (Durban, n. 1984)
- Mark Goodwin, ex calciatore britannico (Sheffield, n. 1960)
- Mark Gower, ex calciatore inglese (Edmonton, n. 1978)
- Mark Gwrman, calciatore kazako (Almaty, n. 1989)

## H(4)
- Mark Harris, calciatore gallese (Swansea, n. 1998)
- Mark Hateley, ex calciatore e allenatore di calcio inglese (Wallasey, n. 1961)
- Mark Higgins, ex calciatore inglese (Buxton, n. 1958)
- Mark Howard, calciatore inglese (Southwork, n. 1986)

## J(2)
- Mark Jones, calciatore inglese (Wombwell, n. 1933 - Monaco di Baviera, † 1958)
- Mark Jones, ex calciatore inglese (Warley, n. 1961)

## K(1)
- Mark Koussas, ex calciatore australiano (Sydney, n. 1963)

## L(9)
- Mark Lawrenson, ex calciatore e allenatore di calcio irlandese (Preston, n. 1957)
- Mark Lazarus, calciatore inglese (Stepney, n. 1938 - † 2025)
- Mark Leonard, ex calciatore inglese (St Helens, n. 1962)
- Mark Anders Lepik, calciatore estone (Tallinn, n. 2000)
- Mark Leslie, ex calciatore beliziano (Punta Gorda, n. 1978)
- Mark Lindsay, ex calciatore inglese (Lambeth, n. 1958)
- Mark Little, ex calciatore inglese (Worcester, n. 1988)
- Mark Liveric, ex calciatore jugoslavo (Zaton, n. 1953)
- Mark Looms, ex calciatore olandese (Almelo, n. 1981)

## M(7)
- Mark van der Maarel, ex calciatore olandese (Arnhem, n. 1989)
- Mark Mampassi, calciatore ucraino (Donec'k, n. 2003)
- Mark McCammon, ex calciatore barbadiano (Barnet, n. 1978)
- Mark McGuinness, calciatore irlandese (Slough, n. 2001)
- Mark McKenzie, calciatore statunitense (New York, n. 1999)
- Mark McLaughlin, ex calciatore scozzese (Greenock, n. 1975)
- Mark Morris, ex calciatore britannico (Chester, n. 1968)

## N(2)
- Mark Asigba, calciatore ghanese (Accra, n. 1990)
- Mark Nickeas, ex calciatore inglese (Southport, n. 1956)

## O(3)
- Mark O'Brien, calciatore irlandese (Dublino, n. 1984)
- Mark O'Hara, calciatore scozzese (Barrhead, n. 1995)
- Mark Otten, ex calciatore olandese (Nimega, n. 1985)

## P(5)
- Mark Pabai, calciatore liberiano (Monrovia, n. 2000)
- Mark Paston, ex calciatore neozelandese (Hastings, n. 1976)
- Mark Phillips, ex calciatore inglese (Lambeth, n. 1982)
- Mark Prettenthaler, ex calciatore austriaco (Graz, n. 1983)
- Mark Psaila, ex calciatore maltese (n. 1971)

## Q(1)
- Mark Quigley, ex calciatore irlandese (Dublino, n. 1985)

## R(6)
- Mark Leonard Randall, calciatore inglese (Milton Keynes, n. 1989)
- Mark Reynolds, calciatore scozzese (Motherwell, n. 1987)
- Mark Robinson, ex calciatore inglese (Manchester, n. 1968)
- Mark Rogers, ex calciatore canadese (Vancouver, n. 1977)
- Mark Oliver Roosnupp, calciatore estone (Tallinn, n. 1997)
- Mark Rossiter, ex calciatore irlandese (Sligo, n. 1983)

## S(7)
- Mark Scerri, calciatore maltese (n. 1990)
- Mark Schwarzer, ex calciatore australiano (Sydney, n. 1972)
- Mark Sinyangwe, calciatore zambiano (n. 1979 - † 2011)
- Mark Spenkelink, calciatore olandese (Borne, n. 1997)
- Mark Stahl, ex calciatore statunitense (San Francisco, n. 1953)
- Mark Stewart, ex calciatore scozzese (Glasgow, n. 1988)
- Mark Sykes, calciatore nordirlandese (Belfast, n. 1997)

## T(3)
- Tony Towers, ex calciatore britannico (Manchester, n. 1952)
- Mark Travers, calciatore irlandese (Maynooth, n. 1999)
- Mark Tyler, ex calciatore inglese (Norwich, n. 1977)

## V(2)
- Mark Veenhoven, calciatore olandese (Papendrecht, n. 1998)
- Mark Viduka, ex calciatore australiano (Melbourne, n. 1975)

## W(5)
- Mark Walser, ex calciatore liechtensteinese (n. 1975)
- Mark Walters, ex calciatore inglese (Birmingham, n. 1964)
- Mark Williams, ex calciatore sudafricano (Città del Capo, n. 1966)
- Mark Williams, ex calciatore nordirlandese (Stalybridge, n. 1970)
- Mark Antony Wilson, ex calciatore inglese (Scunthorpe, n. 1979)

## Y(1)
- Mark Yeates, ex calciatore irlandese (Tallaght, n. 1985)

## Z(2)
- Mark Zabukovnik, calciatore sloveno (Lubiana, n. 2000)
- Mark Zegers, ex calciatore olandese (Rotterdam, n. 1977)

## Š(2)
- Mark Švets, ex calciatore estone (n. 1976)
- Mark Španring, calciatore sloveno (Novo Mesto, n. 2001)